# Leicester House
Leicester House var et palæ i Westminster i London i Storbritannien. Det lå nord for den nuværende Leicester Square i Londons West End.
Palæet blev opført af Robert Sidney, 2. jarl af Leicester og stod færdigt i 1735. Det tjente senere som residens for den forhenværende dronning af Bøhmen Elizabeth Stuart, samt for fyrsterne af Wales fra Huset Hannover. De danske dronninger Louise og Caroline Mathilde blev begge født i Leicester House. Palæet blev solgt og nedrevet i 1791. I dag ligger Leicester Square på det område, der udgjorde palæets have.
51°30′40″N 0°07′50″V / 51.51111°N 0.13056°V